# Trulli GP
Trulli GP (officieel het Trulli Formula E Team) is een Zwitsers autosportteam dat deelneemt aan de Formule E. Het team is opgericht door voormalig Formule 1-coureur Jarno Trulli.

## Geschiedenis
Het team doet vanaf het seizoen 2014-2015, het eerste seizoen van de Formule E, mee aan het kampioenschap als vervanger van Drayson Racing. Drayson heeft wel een technische partnerschap met Trulli GP. In het eerste seizoen heeft het teambaas Jarno Trulli en Michela Cerruti, een van de twee vrouwen in het kampioenschap, als coureurs. De auto's van het team worden gerund door Super Nova International, het team waarvoor Cerruti rijdt in de Auto GP.